# Plaza de la Puerta del Mar (Valencia)
La plaza de la Puerta del Mar (en valenciano: plaça de la Porta de la Mar) es una plaza de la ciudad de Valencia (España), donde desemboca la calle de Colón, principal vía comercial. De ella salen la avenida Navarro Reverter, que sigue el viejo camino al mar, la calle del Justicia, la del General Palanca y la del Palacio de Justicia.
Ocupa parte del espacio de la plaza que se extendía delante de la Ciudadela de Valencia y de la antigua puerta del Mar, esta puerta abría la muralla medieval en el camino hacia el puerto del Grao, y que fueron derruidas en 1868 al derribarse las murallas de la ciudad.
Al lado oeste se encuentra el histórico jardín de la Glorieta, popular por el gran tamaño de su arbolado. A su lado encontramos el viejo edificio de la Aduana, ahora sede del Tribunal Superior de Justicia de la Comunidad Valenciana. Al lado norte estuvo hasta principios del siglo XX la ciudadela militar y luego los cuarteles que la sustituyeron. Actualmente ocupan los solares edificios modernos, junto a los cuales se localizaron mucho tiempo los juzgados de Valencia, hasta su mudanza a la actual Ciudad de la Justicia. 
Se llamó antes plaza del Marqués de Estella, bautizada en 1926 en homenaje a Miguel Primo de Rivera y Orbaneja.

## La Puerta del Mar
La actual Puerta del Mar es una reproducción de vieja Puerta del Real, que se levantaba a poca distancia abriendo el paso hacia el desaparecido Palacio Real. Fue diseñada por el arquitecto Javier Goerlich Lleó en 1944 como monumento a los caídos. Aún conserva la cruz en su arco principal, pero la placa en homenaje a Francisco Franco ha sido cubierta.
Cuenta con tres vanos. El central es más elevado y culmina en un arco de medio punto, mientras que los laterales, de menor altura, son adintelados. Sobre estos hay cuatro relieves del escultor Vicente Navarro Romero, que representan "El valor", "La Abnegación", "La Paz" y "La Gloria".
La puerta original había sido abierta en la muralla en 1356. Reformada en varias ocasiones, la última en estilo neoclásico en 1843, y finalmente demolida con el resto de la muralla. Esta puerta es la que puede verse en los grabados de Alfred Guesdon.